# جاروسان (مقاطعة دلفان)
جاروسان (بالفارسية: جاروسان) هي قرية تقع في قسم كاكاوند الغربي الريفي (مقاطعة دلفان) في إيران. يقدر عدد سكانها بـ 80 نسمة بحسب إحصاء 2016.